# Слонімський повіт
Слонімський повіт (рос. Слонимский уезд, біл. Слонімскі павет) — адміністративно-територіальна одиниця Великого князівства Литовського у 1507—1795 роках, а після з тою ж назвою Гродненської губернії Російської імперії з центром у місті Слонім. Мав у підпорядкуванні 23 волості. Займав близько 7,1 тисяч км².

## Історія
Повіт було утворено 1795 року у складі Слонімського намісництва у ході Третього поділу Річі Посполитої, 1797 року віднесено до Литовської губернії, а з 28 серпня 1802 року — до Гродненської губернії (містився у її північній частині). У 1921 році під владою Другої Речі Посполитої Слонімський повіт було перенесено до Новогрудського воєводства з майже повною зміною внутрішнього адміністративно-територіального устрою,
див. Слонімський повіт (II Річ Посполита).

## Адміністративний поділ
На 1913 рік до повіту входило 23 волості:
- Боркинська волость
- Битенська волость
- Гачицька волость
- Дворецька волость
- Деревнянська волость
- Деречинська волость
- Добромисльська волость
- Жировицька волость
- Козловська волость
- Коссівська волость
- Костроцька волость
- Куриловицька волость
- Люшневська волость
- Мар'їнська волость
- Мижевицька волость
- Поцовська волость
- Песковська волость
- Роготнянська волость
- Ружанська волость
- Старовірська волость
- Чемерська волость
- Шиловицька волость

## Населення
За даними етнографічної експедиції 1869—1870 років під керівництвом Павла Чубинського, невелику частину населення повіту стоновили українці.
За даними перепису населення 1897 року в повіті жило 226,3 тис. осіб. білоруси — 80,7 %; євреї — 15,2 %; росіяни — 2,1 %; поляки — 1,6 %. У повітовому центрі проживало 15 863 осіб.